# Havel Gelastus Vodňanský
Havel Gelastus Vodňanský, též Gelastus Havel z Vodňan, původním jménem Havel Trlenda, (asi 1520 Vodňany – asi 1577 Praha) byl utrakvistický kněz, kazatel a překladatel.

## Životopis
Narodil se kolem roku 1520 v tehdejším královském městě Vodňany. Po získání základního vzdělání ve vodňanské městské škole odešel v roce 1539 na Pražskou univerzitu, kde se roku 1542 stal bakalářem. V roce 1544 získal na Karlově koleji i titul mistr a stal se členem takzvané Dolní konzistoře.
Nějaký čas působil jako správce školy při kostelu svatého Štěpána na Novém Městě pražském. Jelikož si přál stát se knězem, odešel do italských Benátek, kde obdržel kněžské svěcení. Po návratu do Čech se stal kazatelem v kostele sv. Michala na Starém Městě pražském.
Jako konzervativní zastánce staroutrakvismu se řadil mezi odpůrce nových ideových proudů ovlivněných německým luteránstvím, čímž byl nepohodlný konzistoři podobojí, s níž vedl časté spory. V roce 1559 se stal proboštem kapituly Všech svatých na Pražském hradě, jímž byl až do své smrti. Tím se ho svým způsobem zbavili i univerzitní mistři, kterým rovněž nebyl pro svoji tvrdošíjnou povahu příliš pohodlný. Z té doby se také datuje počátek jeho styků s členy jezuitské koleje v pražském Klementinu. Od roku 1560 začal do češtiny překládat spisy některých jezuitských autorů. Měl podíl na tom, že se v roce 1556 konzistoř podobojí připojila ke katolické straně a podřídila pražskému arcibiskupovi.
I přes svoji značnou náklonnost k jezuitům nikdy nevystoupil z církve podobojí. Poté co v roce 1577 onemocněl, odkázal pražským chudým a seminaristům v klementinské koleji značnou sumu peněz. Havel Gelastus Vodňanský zemřel roku 1577 na proboštství kapituly Všech svatých.

## Vztah k Vodňanům
Havel Gelastus Vodňanský během svého života do rodného města několikrát zavítal. Roku 1556 odkázal svá pole vodňanské škole. Z jejich výnosu měli učitelé zdarma vyučovat devět dětí chudých rodičů z Vodňan. Žáci měli svůj vděk projevovat zpěvem pátečních litanií. Vodňanské škole věnoval ve své závěti rovněž svoji velmi obsáhlou knihovnu, aby z ní bylo umožněno si půjčovat „všem, kdož umí číst a psát“. Dozorem nad ní byli pověřeni konšelé, kteří měli zaznamenat, co si kdo vypůjčil, a dbát, aby se výpůjčky včas a v pořádku vracely. Havel Gelastus Vodňanský tak ve Vodňanech založil první veřejnou knihovnu ve střední Evropě. Z jeho knihovny se do dnešní doby zachovalo celkem 83 svazků (rukopisy, prvotisky i mladší tisky).